# خيانة أمانة
في سطور خِيانة الأمانة: تصرُّف الشخص فيما ليس له من مال أو غيره، وهو قد اؤتمن عليه.
- خِيَانَةُ الأَمَانَةِ من افظع الجرائم على الإطلاق واخطرها على المجتمع وهي تتكون من لفظين خيانة وامانة فلناخذهما بشئ من التفصيل:
- خيانة - خِيَانَةُ: [ خ ون ]. ( مصدر خان ). «خِيَانَةُ الأَمَانَةِ» : عَدَمُ صِيَانَتِهَا، نَقْضُهَا.

المعجم: الغني
- الأَمانَةُ لغةً: الأَمانَةُ - أَمانَةُ: الوفاء و الأَمانَةُ الوديعة. كان أمينا مخلصا يحفظ الود والعهد.

حفظ الود والقيام بالعهود على أتم وجه. ما فرضه الله على الناس.

## خِيَانَةُ الأَمانَة اصطلاحاً
قال الإمامُ ابنُ الجوزي: الْخِيَانَةُ: التَّفْرِيطُ فِيماَ يُؤْتَمَنُ اْلإِنْسَانُ عَلَيْهِ.ومن أهم شروط خيانة الأمانة أن يكون المال مملوكاً لغير المتهم، كون هذه الجريمة اعتداء على حق الملكية، وهذا الاعتداء لا ينسب إلى المتهم، ما لم يثبت أن المال الذي أنصب عليه مملوك لشخص آخر، فتصرف المالك في ماله لا يعد اعتداء عليه، وإنما استعمال لحقه على المال.

## حكم خيانة الامانة في الإسلام
حث الشرع على حفظ الأمانة ونهى عن تضييعها وأمر بأدائها إلى أهلها
- قال تعالى في سورة النساء: ﴿إِنَّ اللَّهَ يَأْمُرُكُمْ أَنْ تُؤَدُّوا الْأَمَانَاتِ إِلَى أَهْلِهَا وَإِذَا حَكَمْتُمْ بَيْنَ النَّاسِ أَنْ تَحْكُمُوا بِالْعَدْلِ إِنَّ اللَّهَ نِعِمَّا يَعِظُكُمْ بِهِ إِنَّ اللَّهَ كَانَ سَمِيعًا بَصِيرًا ۝٥٨﴾ [النساء:58][4]
- قال الإمام ابن كثير في تفسيره: يخبر تعالى أنه يأمر بأداء الأمانات إلى أهلها، وفي حديث الحسن عن سمرة أن رسول الله ﷺ قال: أد الأمانة إلى من ائتمنك، ولا تخن من خانك. رواه الإمام أحمد وأهل السنن.
- وهذا يعم جميع الأمانات الواجبة على الإنسان من حقوق الله عز وجل على عباده من الصلوات والزكوات والصيام والكفارات والنذور وغير ذلك مما هو مؤتمن عليه ولا يطلع عليه العباد.
- ومن حقوق العباد بعضهم على بعض كالودائع وغير ذلك مما يأتمنون به بعضهم على بعض من غير اطلاع بينة على ذلك، فأمر الله عز وجل بأدائها فمن لم يفعل ذلك في الدنيا أخذ منه ذلك يوم القيامة.
- ثبت في الحديث الصحيح أن رسول الله ﷺ قال: لتؤدن الحقوق إلى أهلها حتى يقتص للشاة الجماء من القرناء.[5]
- قال تعالى في سورة الأنفال: ﴿يَا أَيُّهَا الَّذِينَ آمَنُوا لَا تَخُونُوا اللَّهَ وَالرَّسُولَ وَتَخُونُوا أَمَانَاتِكُمْ وَأَنْتُمْ تَعْلَمُونَ ۝٢٧﴾ [الأنفال:27][4]
- عدَّ الإِمامُ الذَّهَبِيُّ رحمه الله الْخِيَانَةَ مِنَ الكَبَائِرِ

خِيَانَةُ الأَمانَةُ التصرف وإخفاء الشيء دون علم صاحبه، والغدر بصاحب الامانة الذي يعتقد أن من ائتمنه سيحفظ أمانته. وهو خلق ذميم، ورذيلة خسيسة تنفر منها النفوس السليمة وأصحاب الضمائر اليقظة.

## خِيَانَةُ الأَمانَة قانونياً
وبشكل اشمل خيانة الامانة هي كل جرم يفعله الموظف أو الشخص المؤتمن لا يتطابق مع الشروط الاساسية في بنود العقد أو اخلاق المهنة الذي يمتهنها.

### الفرق بين السرقة وخيانة الامانة
إن كلا الجريمتين تشتركان في عنصر الاعتداء على حيازة الملكية الخاصة ولكنهما تختلفان في ركن أساسي وجوهري وهو أن الجاني في جريمة السرقة يحرك المنقول من حيازة شخص آخر دون رضا بنية أخذه بسوء قصد. أما في جريمة خيانة الأمانة فالمال موجود تحت يد الشخص على سبيل الأمانة بمقتضى عقد أو اتفاق أو قانون ثم يمتلكه الجاني أو يحوله إلى منفعته الخاصة.أو بمعنى اخر:
- السرقة : هي اختلاس منقول أو مال مملوك للغير وهي تتم بانتزاع المال من حيازة شخص آخر خلسة أو بغير رضاه بنية تملكه.
- أما في جريمة خيانة الأمانة فالشيء المختلس يكون في حيازة الجاني بصفة قانونية وبموجب عقد من العقود المبرمة على وجه الحصر ثم تنصرف نية الحائز إلى التصرف فيه على اعتبار انه مملوك له.
- تعتبر جريمة خيانة الامانة تامة بمجرد طروء التغيير على نية الحيازة [7]

### جريمة خيانة الأمانة في القانون المصري
تنص المادة «341» من قانون العقوبات المصري على: "يعتبر مرتكباً لجريمة خيانة الامانة كل من اختلس أو استعمل أو بدد مبالغ أو أمتعه أو بضائع أو نقودا أو غير ذلك إضرارا بمالكيها أو أصحابها أو واضعى اليد عليها وكانت الأشياء المذكورة لم تسلم له إلا على وجه الوديعة أو الإجارة أو على سبيل عارية الاستعمال أو الرهن أو كانت سلمت له بصفه كونه وكيلا بأجره أو مجانا بقصد عرضها للبيع أو بيعها أو استعمالها في أمر معين لمنفعة المالك لها أو غيره.
1) تتحقق جريمة خيانة الأمانة بكل فعل يدل على أن الأمين اعتبر المال الذي أؤتمن عليه مملوكاً له يتصرف فيه تصرف المالك.
2) يتحقق القصد الجنائى في جريمة خيانة الأمانة بتصرف الحائز في المال المسلم إليه على سبيل الأمانة بنية إضاعته على ربه ولو كان هذا التصرف بتغير حيازته الناقصة إلى ملكية كاملة مع بقاء عين ما تسلمه تحت يده.

### الجرائم الملحقة بجريمة خيانة الأمانة
- الجريمة الأولي : خيانة الائتمان على الأسرار
- الجريمة الثانية : خيانة الائتمان على شيك الضمان
- الجريمة الثالثة : جريمة خيانة الائتمان على التوقيع على بياض[9][10]

## مقالات ذات صلة
| - امانة - الإسلام - القانون الجنائي - توحيد - الصدق - دراسات إسلامية 1. 2. 3. 4. 5. 6. 7. 8. 9. 10. |